# Vanesa Amorós
Vanesa Amorós Quiles (7 de diciembre de 1982, Las Bayas, Elche, provincia de Alicante, Comunidad Valenciana, España) es una exbalonmanista española. Vanesa jugó en la selección femenina de balonmano de España y compitió en los Juegos Olímpicos de Atenas 2004 y en los Juegos Olímpicos de Londres 2012.

## Premios, reconocimientos y distinciones
- Finalista a Mejor Deportista Femenina de 2012 en los Premios Deportivos Provinciales de la Diputación de Alicante[4]